# Григорьев, Алексей Станиславович
Алексе́й Станисла́вович Григо́рьев (23 декабря 1949, Курск — 19 ноября 2002) — советский и российский скульптор, график. Уходя от цельности материала и классической скульптуры, смешивал различные материалы — металл, камень, дерево. Наследовал немецкому экспрессионизму; по творческой манере был наиболее близок к старшим современникам Вадиму Сидуру и Леониду Берлину.

## Биография

Алексей Григорьев, «Сизиф». Фигура Сизифа в творчестве и судьбе Григорьева была центральной. Важнейшее для понимания творчества Алексея Григорьева авторское эссе «Путь Сизифа. Рассуждения скульптора» было опубликовано посмертно в 2007 году

Алексей Григорьев родился 23 декабря 1949 года в Курске, вырос в Курске и Обнинске. Учился у Николая Громадского (сохранился портрет юного Григорьева кисти Громадского) в детской художественной школе Обнинска, где отличался весёлым нравом, любил петь песни под собственный аккомпанемент на фортепиано. Окончил художественную школу с её первым выпуском в 1966 году.
На художественно-графическом факультете Московского государственного педагогического института имени В. И. Ленина учился у Аделаиды Пологовой, которую считал своим главным учителем.
Как скульптор начинал с гипса, затем перешёл на мрамор, гранит, алебастр. Отказался от классицизма и перешёл к минимализму. Начав работать с металлом, стал объединять его с камнем и деревом.
В 1970-е годы участвовал в неофициальных «квартирных» выставках, в том числе в альтернативной выставке «Москва-Париж», не состоявшейся из-за запрета КГБ.
С начала 1990-х годов, не имея работы в России, стал регулярно и подолгу жить и работать в Германии, оставив там значительное количество парковых скульптур, главным образом из металла.
Вернувшись в Россию с тяжёлой болезнью, о неизлечимости которой он не знал, начал работать с керамикой.
В 1970-е годы стал заниматься графикой, в том числе книжной. Иллюстрировал «Стихи для детей» Даниила Хармса и других обэриутов, сборники немецкой поэтессы Аннегрет Голин, российско-израильский альманах еврейской культуры «Диалог». Цикл журнальных иллюстраций к романам Андрея Платонова «Котлован» и «Чевернгур» был воспроизведён в немецких книжных изданиях. Выступал постоянным иллюстратором книг своей матери — поэта Надежды Григорьевой.
Начал выставляться с 1972 года. Отдельные работы в жанре парковой и монументальной скульптуры установлены в Уфе, Нижнем Новгороде, Тюмени, на Украине, в центре Ташкента (позже разрушены исламскими экстремистами). Самый известный монумент воздвигнут в начале 1990-х одновременно в Москве возле Музея Сахарова и в центре Берлина на месте Берлинской стены (совместно с Даниэлем Митлянским): фрагмент стены «пробивают» летящие бабочки, символизирующие идею свободы. Несколько скульптурных работ находятся в парке скульптур возле Третьяковской галереи на Крымском Валу в Москве.
Гавриил Заполянский считает, что творческая манера Григорьева наиболее близка немецкому экспрессионизму.

И хоть нельзя сказать, что этот язык абсолютно нов — он проступал уже давно в широких «мазках» Родена — Голубкиной — Трубецкого, в 30-х в работах Пикассо и его подмастерьев, а ближе к нашему времени — в ажурной «тригонометрии» Сидура и таких нелепо-трогательных металлокерамических фантазиях Берлина, — работы Григорьева озадачивают каким-то бесхитростным однообразием выбора, преданностью этому выбору. Крайняя сдержанность, робость и пугливость движения, как бы даже полная анонимность, самоустранённость автора. Это сделано во сне ли, в бреду ли? Но это есть то самое уяснение подлинного, по которому не очень-то робкий Сальвадор Дали определял достоинство искусства. Мы видим миражи вписанных в пространство существ. Это некие озадачивающие сущности, ласково сложенные из металлических лепестков, травинок, пестиков, но не из тех, что красуются в безупречных гербариях. Тут как бы и протоформы, и постформы, нечто в ожидании преобразования и «полной гибели всерьез» или уже прошедшее его с непроходящими следами и шрамами. Вот, кажется, приближаюсь к сути ощущения: тут дело не в тематизме «серьёзной музыки», а в обозначении некоей знаковой системы пережитого, шрамы века... Тут есть настоящие шедевры! Вот — невероятно! — из каких-то труб малого диаметра: изгибы тела горестно и безоглядно любящего, земная, изначальная любовь-страдание, как бы уже всё предвидящая.— Гавриил Заполянский
Умер в 2002 году. Похоронен на Николо-Архангельском кладбище.

### Семья и родственные связи
- Двоюродный прадед — Лазарь Соломонович Поляков (1842—1914), российский банкир, еврейский общественный деятель, меценат. На средства Лазаря Полякова был создан Греческий зал Музея изящных искусств имени Александра III (ныне Государственный музей изобразительных искусств имени А. С. Пушкина), называвшийся «поляковским»[2].
- Бабушка — Анна Григорьевна Гомберг (урождённая Полякова; 1902—1975), преподаватель античной истории в Курском государственном педагогическом институте[2]. Автор «повести-мемуаров» «Записки беспартийной» (опубликованы в 1992 году).
- Мать — Надежда Адольфовна Григорьева, (урождённая Гомберг, 1927—2001), поэт, переводчик.

## Выставки

### Персональные выставки
- 1996 — Берлин, Центральный дом прессы
- 2012—2013 — «Мифы и библейские истории». Москва, Галерея А3, 19 декабря 2012 года — 13 января 2013 года[4]
- 2019 — «В поисках обитаемого пространства. Скульптор Алексей Григорьев». Москва, Образовательный центр ММОМА, 27 августа — 13 октября, 2019[5]

### Групповые выставки
- 1990 — Москва, Московская выставка скульптуры
- 1988 — Рига, Всесоюзная квадриеннале скульптуры
- 1983 — Всесоюзная выставка портрета
- 1983 — Всесоюзная выставка скульптуры
- 1982 — «50 лет МОСХ»

## Местонахождение произведений
- Третьяковская галерея (цикл скульптурных композиций из камня и металла)
- Музейно-выставочный комплекс "Новый Иерусалим" ( скульптура, керамика, графика. Часть скульптур установлено перед входом в комплекс)
- Музей изобразительных искусств имени А. С. Пушкина (цикл рисунков по мотивам «Римских элегий» Иосифа Бродского)
- Московский музей современного искусства
- Музей современной истории России
- Курская государственная картинная галерея имени А. А. Дейнеки
- Частный парк скульптуры на Майорке
- Города и парки Германии (центр Берлина, остров Рюген, Штральзунде)
- Частная семейная коллекция Гофман-Кадошниковых ( сыновей Григорьева А.С.)

Музеи и частные коллекции России, Германии, Австрии, Франции, Польши, США

## Алексей Григорьев и парк скульптур в Обнинске
В 2013 году Администрация города Обнинска, в котором Алексей Григорьев жил в детстве и где он окончил художественную школу, заявила о желании создать в городе парк скульптур, основу которого должны были составить работы Григорьева, и начала переговоры с наследниками скульптора. Рассматривались два варианта передачи наследниками скульптур: на ответственное хранение и в дар. По другим сведениям, ранее родственники уже были готовы передать 25 скульптур Григорьева в дар Музею истории города Обнинска.

## Галерея

Парк скульптур Третьяковской галереи на Крымском Валу
«Созвездие». Металл
«Преклоненный». Металл
«Аккорд». Металл
«Наследник века». Металл
«Наследник века» (фрагмент). Металл
«Наследник века» (фрагмент). Металл
«Всадник». Металл
«Пенелопа». Металл
«Пенелопа» (фрагмент). Металл
«Незнакомая планета». Металл
«Всадник». Мрамор
«Ночная дама». Металл
«Ночная дама» (фрагмент). Металл
«Ангел склонённый». Мрамор
«Торс». Металл
«Скованный минотавр». Металл
«Кентавр». Металл
«Колесница мира». Металл
«Лежащая». Дерево
«Лежащая». Дерево
«Поверженный». Металл
«Корабль-призрак». Металл
«Пришелец». Металл
«Сизиф». Металл
«Заклинание». Металл
«Заклинание». Металл
«Воин-призрак». Металл
«Звезда-полынь». Металл
«Сказочный зверь». Металл
«Метафизика». Металл

### Публикации Алексея Григорьева

#### Альбом
- Алексей Григорьев: Скульптура, графика. — М.: Советский художник, 1989.

#### Эссе
- Григорьев Алексей. Путь Сизифа. Рассуждения скульптора // Диалог. Российско-израильский альманах еврейской культуры. — 2007. — Т. 2, № 8. Архивировано 9 ноября 2013 года.

### Об Алексее Григорьеве
- Мейланд Вильям. [Вступительная статья] // Алексей Григорьев: Скульптура, графика. — М.: Советский художник, 1989.
- Заполянский Гавриил. Горечь правды металлической. Разрушение и забвение? Судьба творческого наследия скульптора Алексея Григорьева // Культура. — 22 февраля — 1 марта 2006 года. — № 8 (7518). Архивировано из оригинала 29 апреля 2011 года.
- Шубин Павел. «Мир состоит из наготы и складок» // Диалог. Российско-израильский альманах еврейской культуры. — 2007. — Т. 2, № 8. Архивировано из оригинала 19 октября 2013 года.
- Виноградов Егор. Берлинская стена в Москве — символ утраченной свободы // Deutsche Welle. — 6 ноября 2009 года.
- Памятники есть, а будут ли скульптуры? // Блог независимой депутатской группы городского Собрания Обнинска. — 27 февраля 2013 года.
- Кот учёный и другие персонажи // НГ-регион. — 5 июня 2013 года. — № 25 (1012). Архивировано 9 ноября 2013 года.

## Иконография
- Громадский Николай. [Портрет Алексея Григорьева]. 1960-е. Хранится в Музее истории города Обнинска[9].